# Хутбол

Гра у Хунтбол після того як на дошці було розміщено п'ять людей (м'яч досі не рухався)

Хутбол (англ. Phutball, скорочено від Philosopher's Football) — це настільна стратегія для двох гравців, описана в короткому посібнику Елвіна Берлекемпа, Джона Хортона Конвея і Річарда Ґая «Winning Ways for your Mathematical Plays».

## Правила
В Хутбол грають на перехресній сітці 19х15 використовуючи один білий камінь і багато чорних каменів (за потребою). Двох гравців будемо називати Ohs (О) і Eks (X). Лінії дошки позначені від A до P (пропустивши I) — зліва направо та від 1 до 19 — знизу вгору, якщо дивитись з боку гравця Ohs. Кажуть, що рядки 0 і 20 «поза дошкою», вони знаходяться за рядами 1 і 19 відповідно.
Так як спеціалізовані дошки для гри у Хутбол важко знайти, в гру, як правило, грають на дошці 19 × 19 з гри Го з білим каменем, який представляє м'яч, та чорними каменями, що представляють людей.
Мета гри полягає в тому, щоб забивати голи за допомогою людей (чорні камені). Для цього потрібно перемістити м'яч (білий камінь) або на або за лінію воріт суперника. Ohs намагається перемістити м'яч в рядки 19 або 20, а Eks у рядки 1 або 0. На початку гри м'яч знаходиться на центральній точці. Якщо один гравець доведе м'яч до лінії супротивника, то йому зараховується гол.
Гравці ходять по черзі. Кожен свій крок можна розпочати з додавання або переміщення людей на дошці, або переміщувати м'яч. Немає ніякої різниці між каменями гравців Ohs та Eks.
М'яч переміщується серією стрибків, яка дорівнює кількості суміжних людей. Кожен стрибок є переміщенням м'яча до першої вільної точки по прямій лінії по горизонталі, вертикалі або діагоналі через одного або декількох людей. Люди, котрих перескочив м'яч, знімаються з дошки (перш, ніж відбудеться будь-який наступний стрибок). Цей процес повторюється до тих пір, доки будуть зберігатися люди, яких ще не перестрибнули. Стрибок не є обов'язковим: немає ніяких вимог, щоб почати стрибати. На відміну від гри шашки, у Хутболі можна переставляти кілька людей у рядку як групу.
Діаграма праворуч ілюструє стрибок.

Стрибок

- Ohs переміщує м'яч починаючи стрибати з K6 — G9 — G11 — J11.
- Люди на J7, H8, G10, і H11 будуть видалені.
- Стрибок від K6 — G9 — J9 — G7 є незаконним, оскільки м'яч буде двічі стрибати через людину, яка знаходиться на H8, а вона повинна була видалена відразу після першого стрибка.

Якщо м'яч опиняється на лінії або за лінією воріт суперника, то був забитий гол. Якщо м'яч проходить через лінію воріт, але в підсумку опиняється в іншому місці, через наступні стрибки, то гра продовжується.

## Стратегії
- Ретельно налагоджена послідовність для виконання стрибку, може бути легко «зіпсована», подовжуючи їх в критичні моменти.
- Стрибок до лівого чи правого краю може бути заблокований, не залишаючи вільних точок для стрибка.
- При стрибку, як правило, погано йти назад, легше використовувати зворотний шлях для противника, щоб «скасувати» свій прогрес.

Гра є досить складною, щоб перевірити того чи є виграш у одного з гравців (на дошці M × N) є NP-повною задачею. Невідомо, чи має будь-який гравець виграшну стратегію або обидва гравці мають стратегію затягування часу.